# Zeno-Watch Basel
Zeno-Watch Basel est une manufacture horlogère suisse créée en 1868 par Jules Godat, originaire de La Chaux-de-Fonds (canton de Neuchâtel).
En 1917, André-Charles Eigeldinger reprit la fabrication horlogère Godat. Il se spécialisa dans la production de montres d'observations pour l'armée, de montres de calcul et de montres de poche en argent, en or et en platine. Eigeldinger & Fils (EBOSA SA) enregistra la marque en 1922 sous le nom de ZENO.
En 1966, la manufacture est rachetée par Félix W. Huber et s'installe à Bâle.
L'entreprise ZENO-WATCH BASEL est aujourd'hui spécialisée dans la fabrication de montres pilotes (aviation) mécaniques de gros calibre (jusqu'à 55 mm).

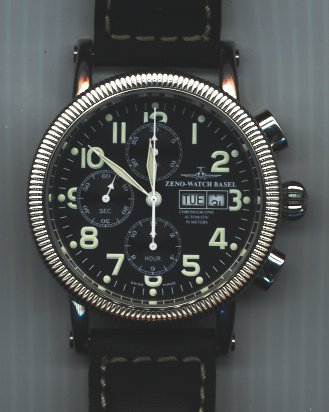
The Zeno Nostalgia.
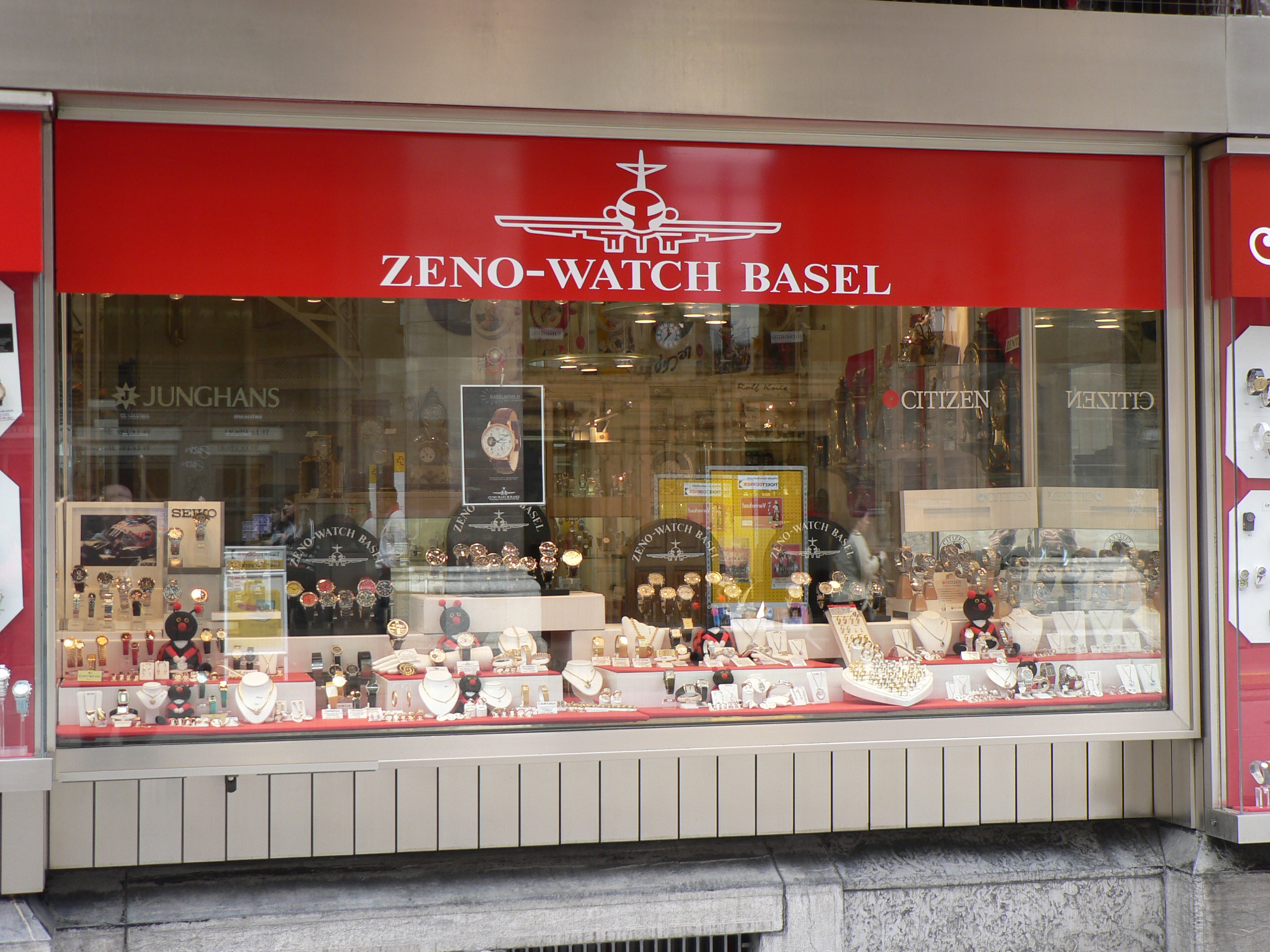
Boutique située à Bâle.